# Barbus mariae
Barbus mariae е вид лъчеперка от семейство Шаранови (Cyprinidae).

## Разпространение
Видът е разпространен в Кения.

## Описание
На дължина достигат до 34,2 cm, а теглото им е максимум 2150 g.